# Мозговой песок

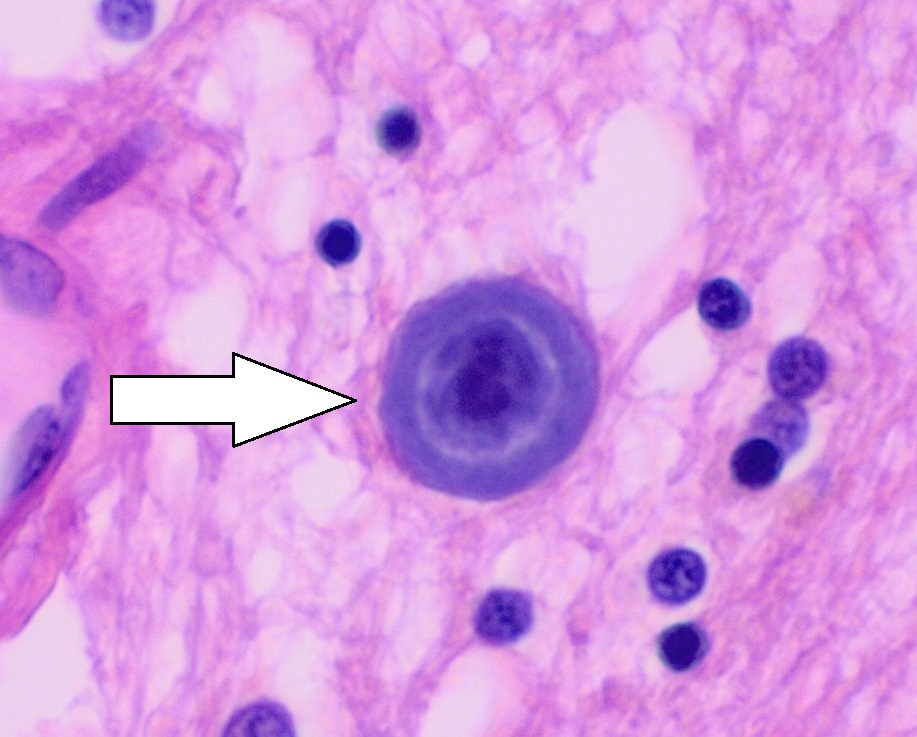

Мозговой песок (лат. асеrvulus cerebralis, corpora arenacea) — мелкие тельца слоистой структуры, появляющиеся в ходе дистрофического обызвествления и накапливающиеся с возрастом в сосудистых сплетениях желудочков головного мозга, паутинной и твёрдой мозговой оболочке и шишковидной железе (эпифизе).
Также они могут встречаться в некоторых опухолях (фибромах и фиброэндотелиомах) твёрдой мозговой оболочки, которые в подобных случаях носят название псаммомы. Наиболее часто локализуется в шишковидной железе.
Первоначальная противоречивость данных о химическом составе и механизмах образования мозгового песка обусловили появление многочисленных научных работ, направленных на проведение анализа полученного материала на различных уровнях. Способность мозгового песка излучать голубой свет в ультрафиолетовом свете позволила отнести его к структурам, содержащим соли кальция. Образуется в результате послойного отложения солей кальция, магния и аммония в уплотнённых и гиалинизированных очагах. По-видимому основой таких очагов являются отмирающие и концентрически наслаивающиеся клетки эндотелия, гиалинизированные пучки соединительной ткани и заросшие мелкие кровеносные сосуды. Химический анализ показывает, что песчинки состоят из фосфата кальция, карбоната кальция, фосфата магния и фосфата аммония.
Размеры кристаллов мозгового песка эпифиза составляют в пределах от 20 мкм до 2 мм. При этом в эпифизах разных людей в разных возрастных группах они имеют неодинаковые размеры. Форма преимущественно овальная или округлая, но встречается также и кубовидная. Наиболее крупные кристаллы мозгового песка отмечаются у больных, причиной смерти которых послужила острая ишемия головного мозга. Количество мозгового песка в эпифизах людей различных возрастных групп значительно отличается, наибольшее его количество отмечается в возрастной группе от 40 до 65 лет. Частота и количество мозгового песка, как полагают, увеличивается с возрастом. Также в случае ишемии заметно повышается количество и размер песчинок в эпифизе, что свидетельствует о его более активной инволюции при данном заболевании. У больных шизофренией мозговой песок в шишковидной железе практически отсутствует даже у людей среднего возраста, тогда как в норме он обнаруживается уже у детей 7—8 лет, что свидетельствует о замедлении инволюции шишковидной железы. Отсутствие мозгового песка у детей до трёх лет, а также у лиц с расстройствами психики, может являться косвенным свидетельством значения эпифиза в формировании сознания.
Давно изученными являются вопросы о связи мозгового песка с процессами старения, производством мелатонина и неврологическими расстройствами.

### В популярной культуре
В литературном проекте Scp foundation название "corpora arenacea" присвоено объекту 4923